# Erholungswald

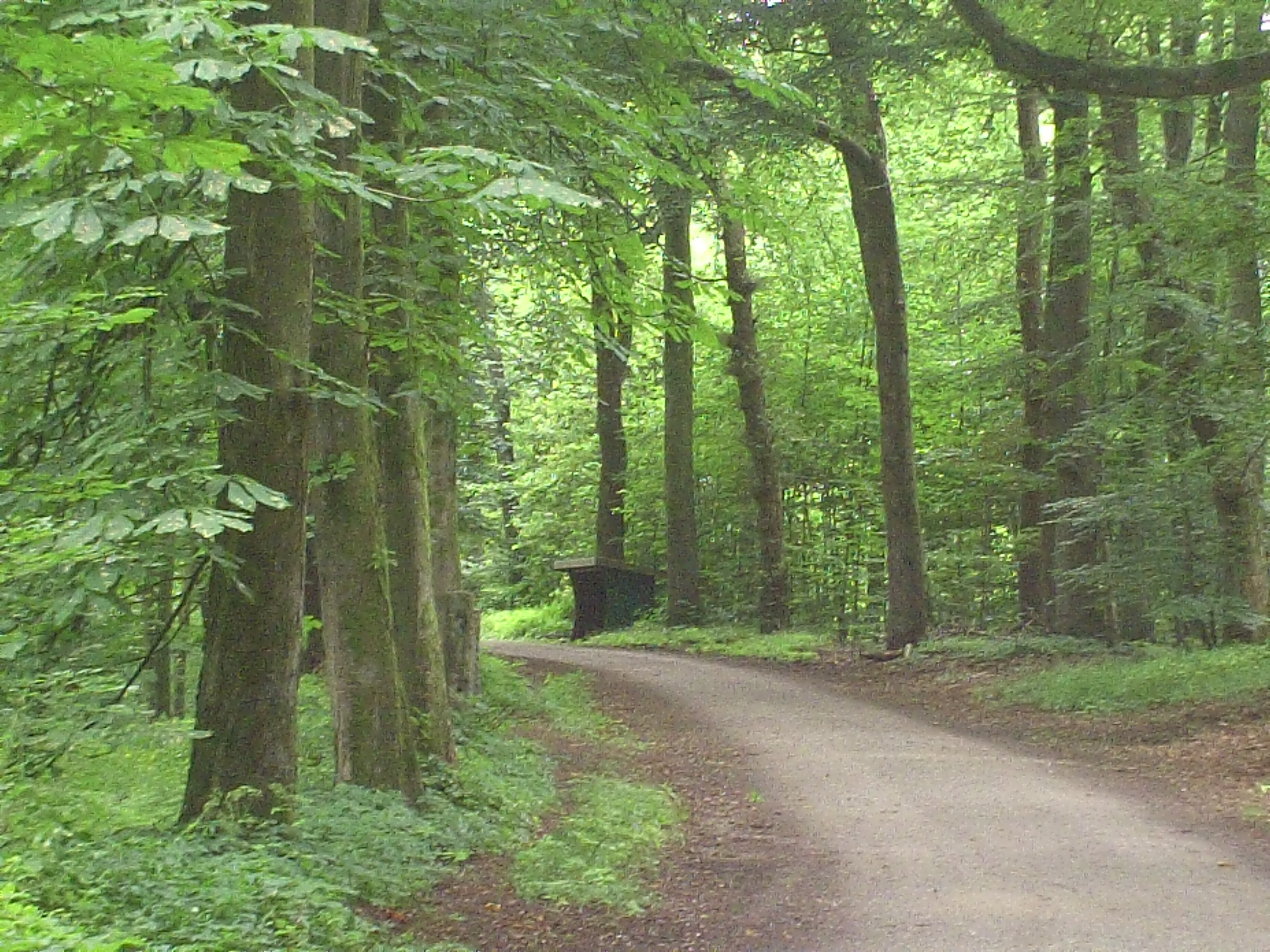
Aufnahme aus dem Stadtwald Flensburg

Ein Erholungswald ist ein Waldgebiet insbesondere im Umfeld großer Ballungszentren, das vorrangig der Erholung der Bevölkerung dient. Dieser Nutzungsart wird gegenüber einer planmäßigen forstwirtschaftlichen Nutzung und dem Naturschutz Vorrang eingeräumt.

## Beschreibung
Erholungswälder zeichnen sich dadurch aus, dass sie nahe an städtischen Wohngebieten, im Umfeld von Ballungsräumen oder in Fremdenverkehrsgebieten liegen, wodurch eine Funktion als Naherholungsraum besteht.
Strukturell weisen sie meist einen alten Baumbestand auf, sind durch ein dichteres Wegenetz (Wander-, Radfahr- und Reitwege) erschlossen und haben Parkplätze am Waldrand.
Oft finden sich dort Freizeitinfrastruktur wie Sitzgelegenheiten, namentlich gekennzeichnete Wege, Waldlehrpfade, Spiel- und Lagerwiesen, ab und an auch fest installierte Sportgeräte, Sportpfade, Kinderspielplätze, kleine Hütten, Tiergehege und Kulturelemente wie Gedenksteine.
Im Gegensatz zu Parkanlagen überwiegt in Erholungswäldern eine geschlossene und gemischte Waldlandschaft ohne durchgehende Wiesen- und Freiflächen.

## Rechtliche Grundlage

### Deutschland

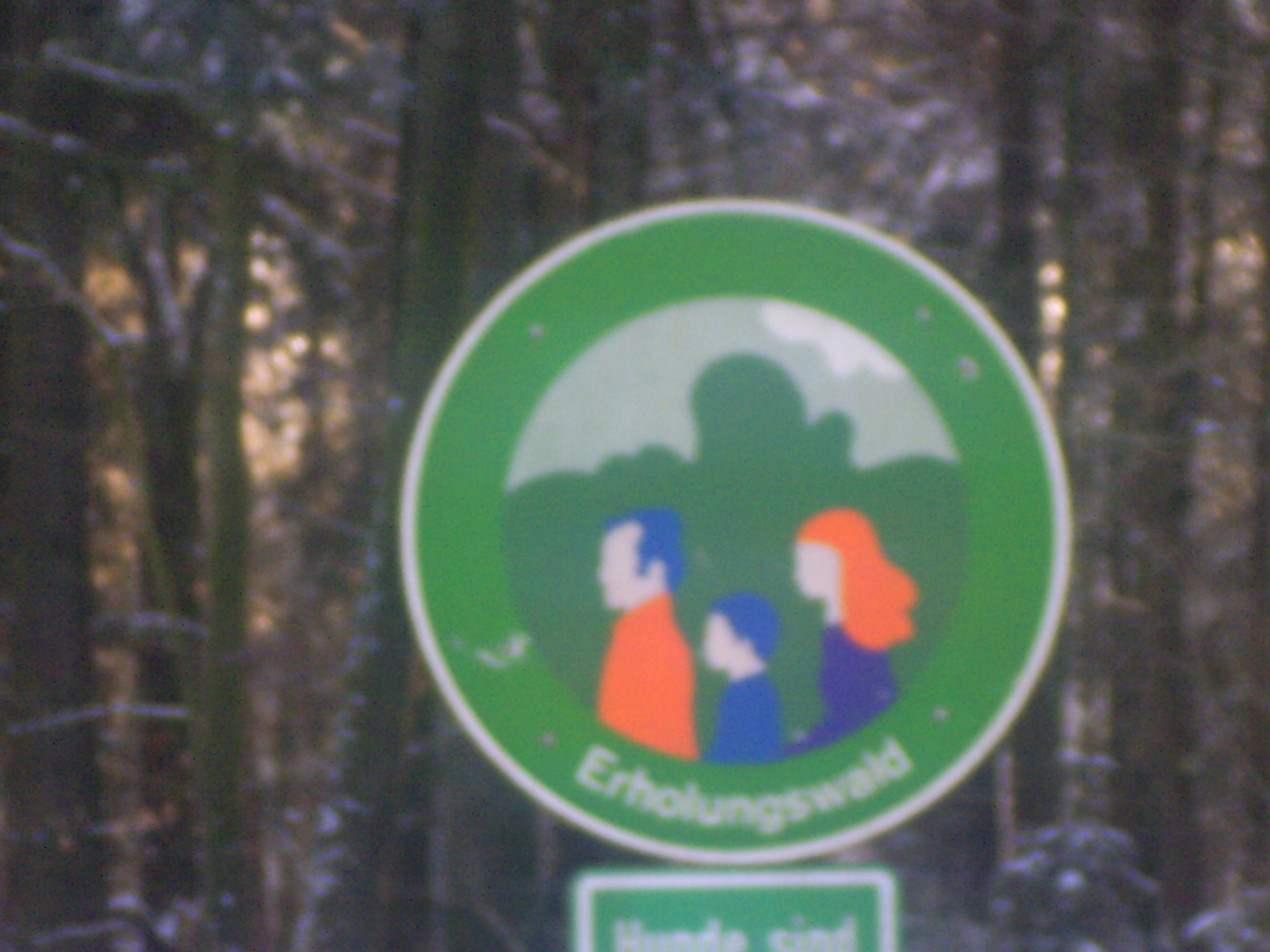
Beispiel, für die Kennzeichnung eines ausgewiesenen Erholungswaldes durch ein Hinweisschild in Schleswig-Holstein

Der Erholungswald ist in Deutschland eine Sonderkategorie von Wald, die im Bundeswaldgesetz und in den Landeswaldgesetzen verankert ist.
So heißt es in § 13 Bundeswaldgesetz:
„(1) Wald kann zu Erholungswald erklärt werden, wenn es das Wohl der Allgemeinheit erfordert, Waldflächen für Zwecke der Erholung zu schützen, zu pflegen oder zu gestalten.“
1993 waren in der Bundesrepublik Deutschland 215.210 ha Erholungswald ausgewiesen.

### Österreich
Erholungswald ist eine Schutzkategorie im Forstgesetz (1975), nach § 36.
„(1) Besteht an der Benützung von Wald für Zwecke der Erholung ein öffentliches Interesse, weil
a) für die Bevölkerung bestimmter Gebiete, insbesondere von Ballungsräumen, ein Bedarf an Erholungsraum besteht, der infolge seines Umfanges in geordnete Bahnen gelenkt werden soll, oder
b) die Schaffung, Erhaltung und Gestaltung von Erholungsräumen in Fremdenverkehrsgebieten wünschenswert erscheint,
so kann die Erklärung zum Erholungswald (Abs. 3) beantragt werden“